# Het Zandkasteel (gebouw)

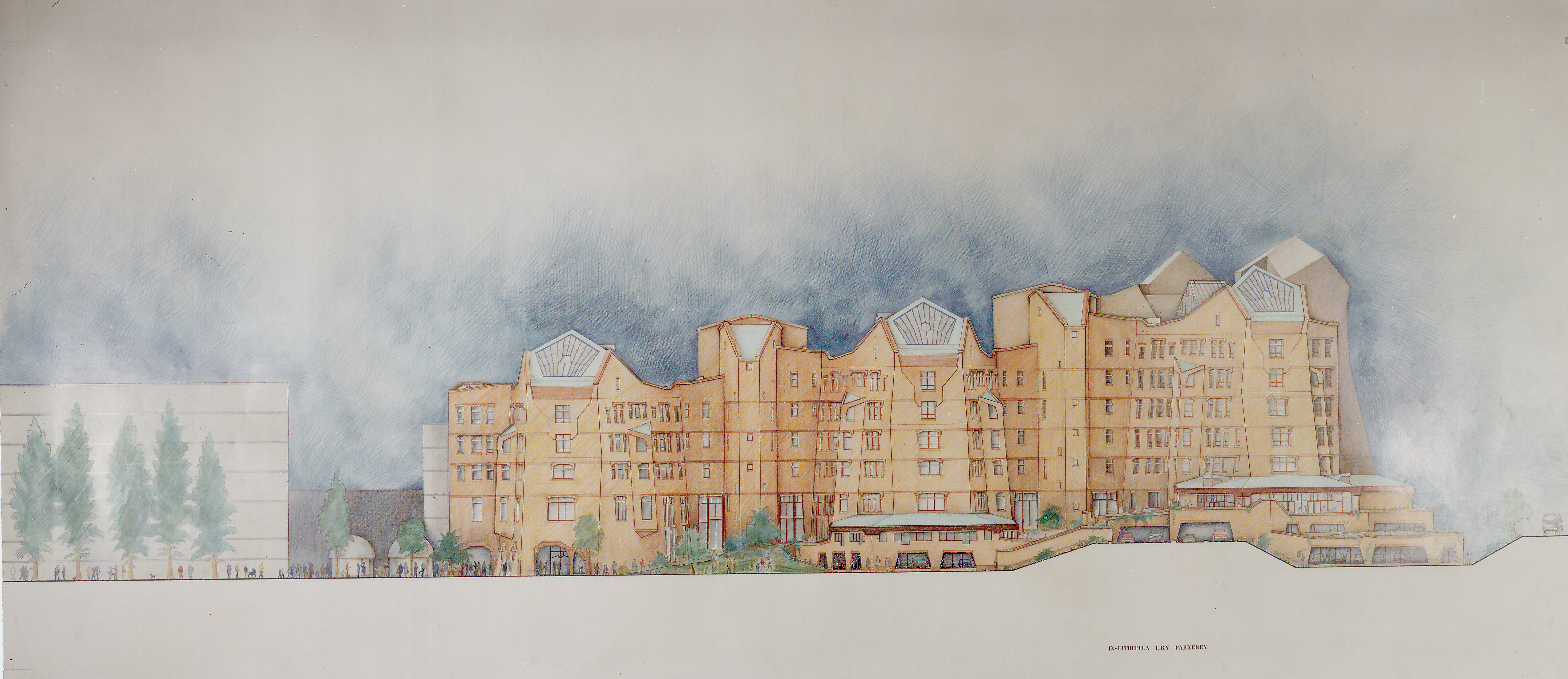
Ontwerptekening van het gebouw

Het Zandkasteel is een beeldbepalend gebouw in de Amsterdamse Poort in de wijk Amsterdam-Zuidoost. Het staat aan het Bijlmerplein, ingesloten door de Bijlmerdreef, het Anton de Komplein, de Hoogoorddreef en de Foppingadreef. Het diende lange tijd als hoofdkantoor van ING. Sinds 2017 is het een gemeentelijk monument. Sinds 2023 is het in gebruik als schoolgebouw, appartementencomplex, kantoren, meeting rooms en event ruimtes. Daarnaast heeft Zandkasteel een parkeergarage met 650 parkeerplaatsen. 

## Geschiedenis
Het gebouw werd in de jaren tachtig gebouwd naar een ontwerp van Architectenbureau Alberts en Van Huut (Ton Alberts en Max van Huut). De opdrachtgever was de Nederlandsche Middenstandsbank (NMB), later opgegaan in de ING Groep, waarvoor het kantoor aan de Parnassusweg in Amsterdam-Zuid te klein werd. Het personeel had daarbij inspraak bij de inrichting. Het gebouw werd na de oplevering ingericht met relatief kleine kantoorplekken.
Met de veranderende eisen aan een kantoorpand en de ingezette verandering naar een flexibelere manier van werken waarbij ING met tech bedrijven wilde samenwerken werd er besloten tot het opzetten van een campus. Hiervoor werd het gebied vanaf het pand Acanthus tot en met de Frankemaheerd aangewezen. Daarvoor is er een nieuw pand gebouwd Cedar op de plaats waar ooit het KBB-concern zat.
Voordat er plannen voor grootscheepse verbouwingen konden worden gemaakt, had de afdeling Amsterdam van de Erfgoedvereniging Heemschut aan de gemeenteraad gevraagd het gebouw aan te wijzen als gemeentelijk monument; het eerste in stadsdeel Zuidoost. Op 26 september 2017 werd het gebouw tot monument aangewezen. Op 7 januari 2020 werd het nieuwe ING hoofdkantoor geopend en was het bedrijf officieel verhuisd naar de nieuwe locatie.

### Naam
Het droeg oorspronkelijk officieel de naam 'Amsterdamse Poort', net als het naastgelegen winkelcentrum. Het stond lange tijd ook simpelweg bekend als 'ING hoofdkantoor'. In de volksmond is in de loop der jaren de bijnaam 'Het Zandkasteel' ontstaan, refererend aan de zand-achtige kleur van de gevel en de expressieve organische vormentaal die aan een zandkasteel doet denken. Na de verhuizing van ING is die naam de-facto officieel geworden.

## Architectuur
Alberts en Huut voerden destijds de organische stijl. In de organische architectuur worden gebouwen opgevat als organismen. De natuur voorziet daarin in vormen, beelden, verhoudingen en principes die gevolgd dienen te worden om het gebouw optimaal af te stemmen op menselijk gebruik. Deze zogenaamde menselijke maat was deels de wens van Wim Scherpenhuijsen Rom, destijds directeur maar tevens (net als een aantal andere directeuren destijds) antroposoof en aanhanger van het gedachtegoed van Rudolf Steiner, waarvan Alberts ook kennis had genomen. De totale kosten voor het complex bedroegen rond de 250 miljoen gulden.
Het ontwerp wordt gekenmerkt door een integraal ontwerp van architectuur, stedenbouw, interieur en landschap. Het kantorencomplex bestaat uit een tiental geschakelde torens die op een S-vormige manier georganiseerd zijn. Deze S-vormige organisatie creëert twee ruimten binnen de structuur van het gebouw, die zijn uitgevoerd als tuinen. De torens zijn allemaal met elkaar verbonden en zijn omzoomd door een verlaagde plint. De torens hebben in de basis een hexagonale plattegrond, waarbij één zijde van het hexagoon is uitgerekt. Op de korte zijden bevinden zich de verbindingen naar de andere torens.
De vormgeving van het gebouw wordt gekenmerkt door het vermijden van rechte hoeken. Dit in tegenstelling tot de toen in de mode zijnde rechthoekige opzet van zowel nieuwe kantoren als de omliggende woonflats. Ton Alberts zei in het NRC Handelsblad van 14 februari 1987: "Tussen 0 en 90 graden zijn nog 89 andere graden". Het bijzondere daarbij was dat er schuine bakstenen geleverd moesten worden. De leverancier wilde daarin wel toestemmen maar bepaalde wel dat alle bakstenen afgenomen moesten worden, ook de 'misbaksels'. Het leverde een gebouw op waarbij niet alle bakstenen dezelfde kleur hebben.
De ramen hebben in de meeste gevallen een rechthoekige vorm, waarbij de buitenste hoek naar beneden is verplaatst. Elke toren heeft een groot dakraam in de vorm van een regelmatige vijfhoek. De dakrand heeft zowel op de uitstekende plint als op de bovenste verdieping een verspringende hoogte. Op diverse plaatsen langs de gevel zijn uitstulpingen of kleine torens aangebracht, die de gevel nog meer opbreken en in het totaalbeeld, ondanks het eenvoudige materiaalgebruik, een zeer afwisselend beeld opleveren. De verticale inrichting was zodanig dat personeel werd uitgenodigd vooral de trappen te gebruiken in plaats van de afgelegen liften. De bedoeling was daarbij dat elke collega kon overleggen met alle collegae en dat er geen 'hokjesgeest' bij de diverse afdelingen zou blijven of zou ontstaan.
In het interieur wordt het eenvoudige materiaalgebruik en het vermijden van rechte hoeken voortgezet. Ook de beplanting wordt voortgezet in het interieur en is duidelijk aanwezig in de vides die elk van de torens heeft. Er zijn bovendien waterpartijen, die deels worden gevuld met opgevangen regenwater. Het belangrijkste element in het interieur is de binnenstraat, die alle delen van het gebouw verbindt. De binnenstraat heeft een afwisselend karakter door een slingerend verloop met vele vides en doorkijkjes. Delen van het interieur, zoals de lampen, de deuren en de balustrades, zijn speciaal ontworpen voor het gebouw.
De draagconstructie van het gebouw is van beton. De gevel bestaat volledig uit een lichte kleur baksteen en doet denken aan de bakstenen gevels van de Amsterdamse School. De gevelopeningen hebben een kleine korrel en zijn verbonden door een latei. De kozijnen hebben een lichtblauwe kleur.
In het ontwerp is in grote mate rekening gehouden met duurzaamheid en lage kosten voor beheer. De schuine gevels weerkaatsen geluid van de straat omhoog. Alle ramen in deze schuine gevels zijn werkzaam als zonnecollectoren. De oriëntatie van de torens voorziet in een optimalisering van het licht en de warmte van de zon en minimalisering van windhinder. De vorm van de torens voorkomt een te directe relatie tussen voorbijgaand verkeer en de werknemers.
Ton Alberts schreef in 1990 het boekje "Een organisch bouwwerk" met ondertitel "architectuur en spiritualiteit" (uitgeverij Kosmos, 125 blz), waarin hij vertelt over de achtergronden die de grondslag vormden voor het ontwerpen en bouwen van dit gebouw; "een proces waarin de materie tot leven komt in harmonie met de mens".
Kunstwerken zijn geïntegreerd in de architectuur, zoals de lichtkunst in de vides, de marmermozaïeken bij de liften (Rolf Adel) en de accenten van gekleurd glas in de binnenstraat (Udo Zembok). Verder zijn er kunstwerken van onder andere Arnold Hamelberg, Ans Hey, Jaap Hillenius en Polly Hope.

## Prijzen
- 2007 - Trouw publieksprijs 3e plaats mooiste gebouw van Nederland[5]
- 1989 - Europese Baksteenprijs
- 1988 - Zilveren BNA-kubus
- 1988 - Nationale Schildersprijs
- 1988 - Art and Work Award
- 1987 - Publieksprijs Amsterdam
- 1987 - Betonprijs
- 1983 - Prego-predicaat voor Energiearm bouwen

Een ander teken van waardering kan worden teruggevonden in Madurodam, waar een miniatuurvariant van het gebouw staat.

## Nieuwe bestemming
Eind 2015 werd bekend dat het hoofdkantoor wordt verbouwd tot een appartementencomplex. Het kantoor is met een vloeroppervlakte van 65.000 m² een van de grootste bedrijfspanden in Amsterdam. In de plannen van het Consortium AMP wordt uitgegaan van zo'n 500 appartementen. Daarnaast is in het complex ruimte voor maatschappelijke voorzieningen, nieuwe kantoorruimte en winkels. Het pand was in handen van de Amerikaanse vastgoedinvesteerder Cairn, die het tot 2019 verhuurde aan ING. Het gebouw is gekocht door een combinatie van een projectontwikkelaar, een belegger en een aannemer. Bij de verbouwing zal het kantoor van Max van Huut opnieuw ingeschakeld worden.
In december 2019 verkocht AMP, in handen van G&S Vastgoed en OVG Real Estate, zeven torens aan woningbouworganisatie Wonam en projectontwikkelaar Zadelhoff. Die laatste twee partijen verbouwen dat deel in ruimtes voor woningen, horeca en parkeren. Bedrijven van de Nederlandse aannemer VolkerWessels hebben de werkzaamheden uitgevoerd. In 2018 kocht de gemeente Amsterdam al drie torens voor de internationale school AICS South East.

### Verbouwing
Vanaf 2020 wordt het gebouw verbouwd tot appartementencomplex, moderne kantoren, vergader faciliteiten en de vestiging van de Amsterdam International Community School. Het plan is om het pand zo weinig mogelijk te veranderen om zo de bestaande architecturale kwaliteiten te kunnen behouden. Wel worden er enkele praktische aanpassingen gedaan. Zo worden er op enkele plaatsen extra ramen en deuren geplaatst, worden er balkons aan de buitenkant bevestigd, wordt er op enkele plaatsen een dubbellaagse dakopbouw geplaatst en worden enkele tuinen aangepast aan de behoefte van nieuwe gebruikers van het pand (bijvoorbeeld een transformatie tot schoolplein). De zogenaamde interne straat verbindt de 10 torens en geeft ruimte aan co-working en events. Zo zijn de pleinen die zich onder iedere toren bevinden thematisch ingericht en doen dienst als event ruimtes. Het gebouw heeft door de transformatie een tweede leven gekregen als mixed-use gebouw.  
Op 15 mei 2023 werden de eerste appartementen opgeleverd. Bij de start schooljaar 2023-2024 zal ook de Amsterdam International Community School in het Zandkasteel starten.

## Fotogalerij

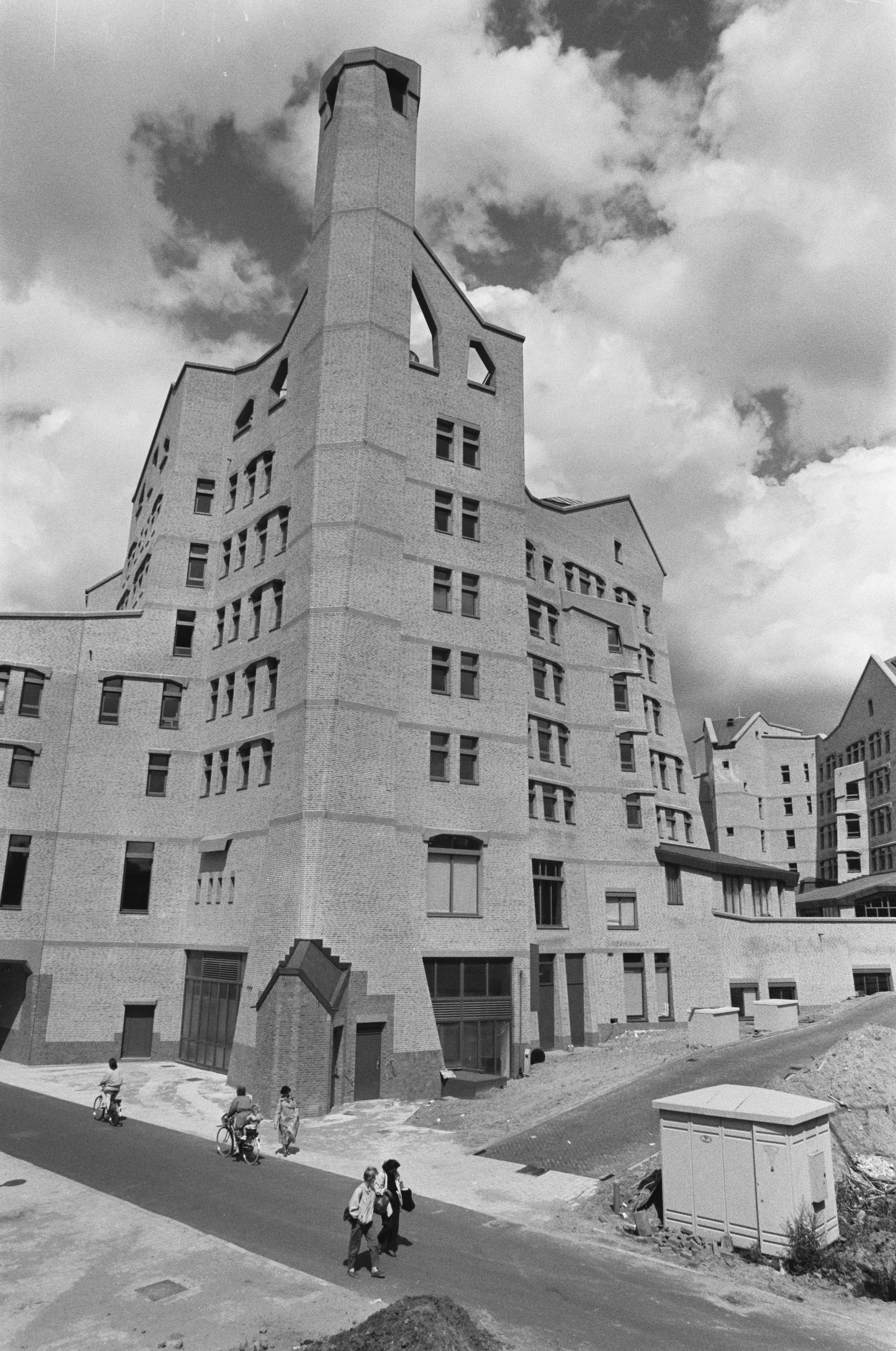
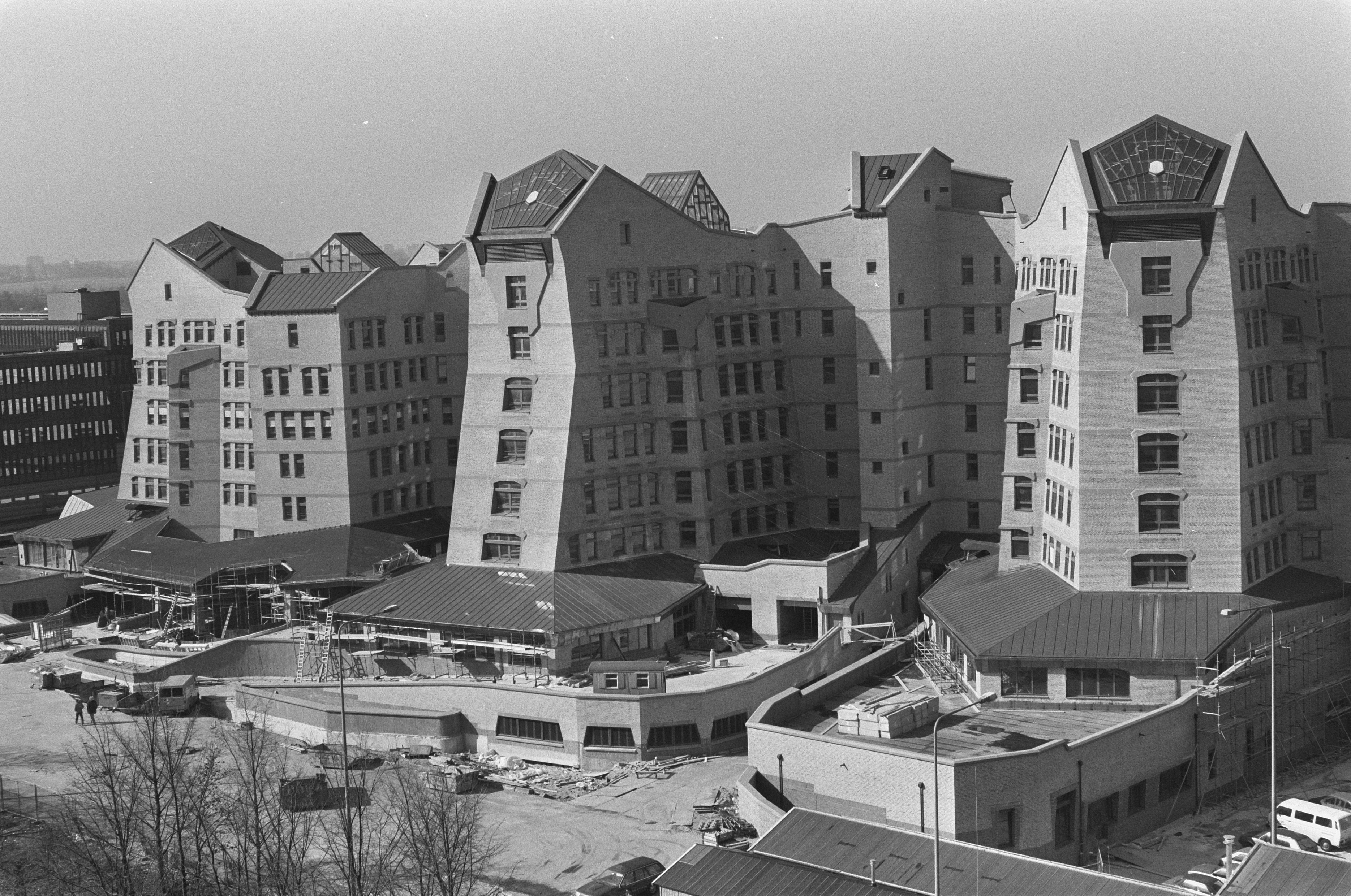
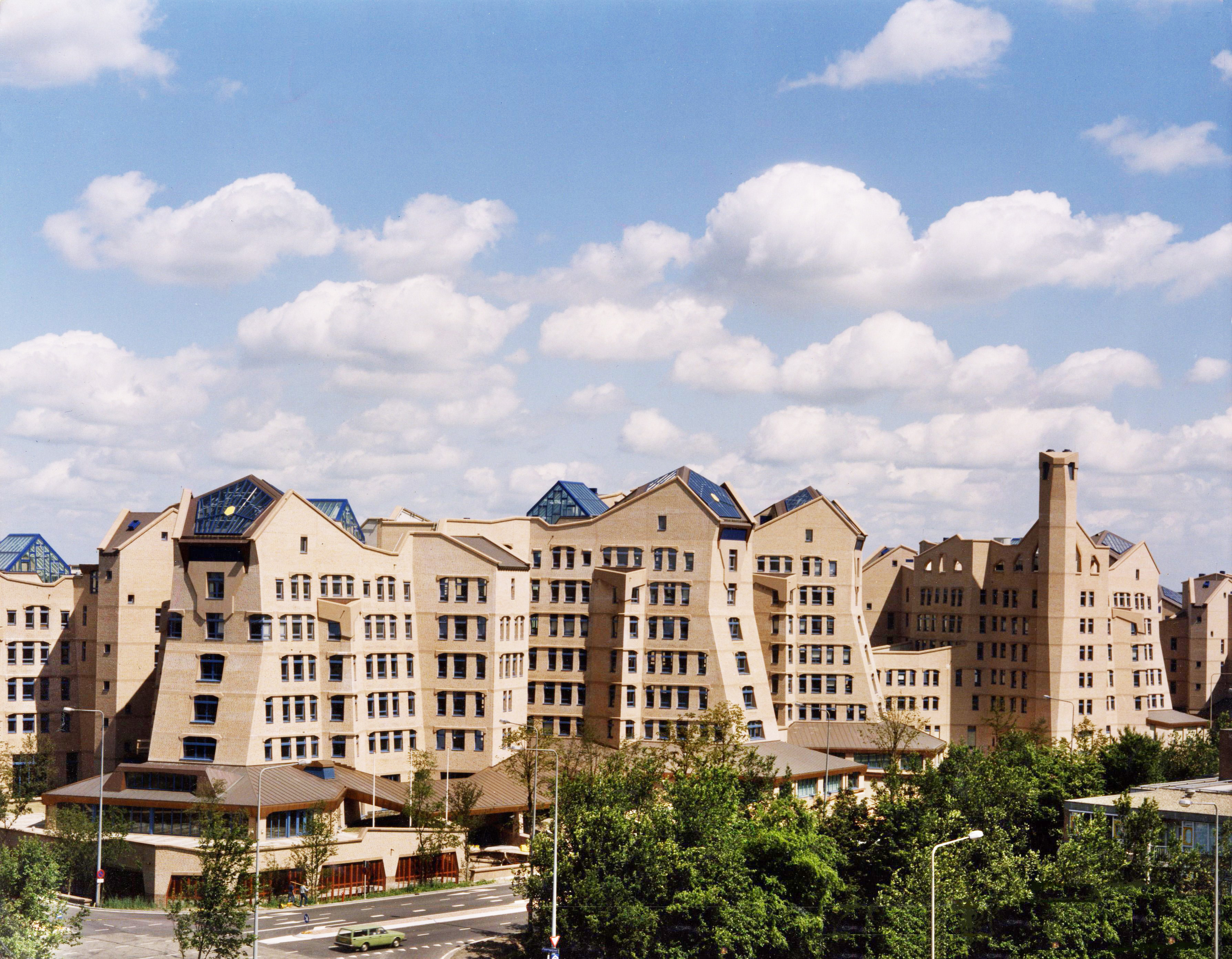
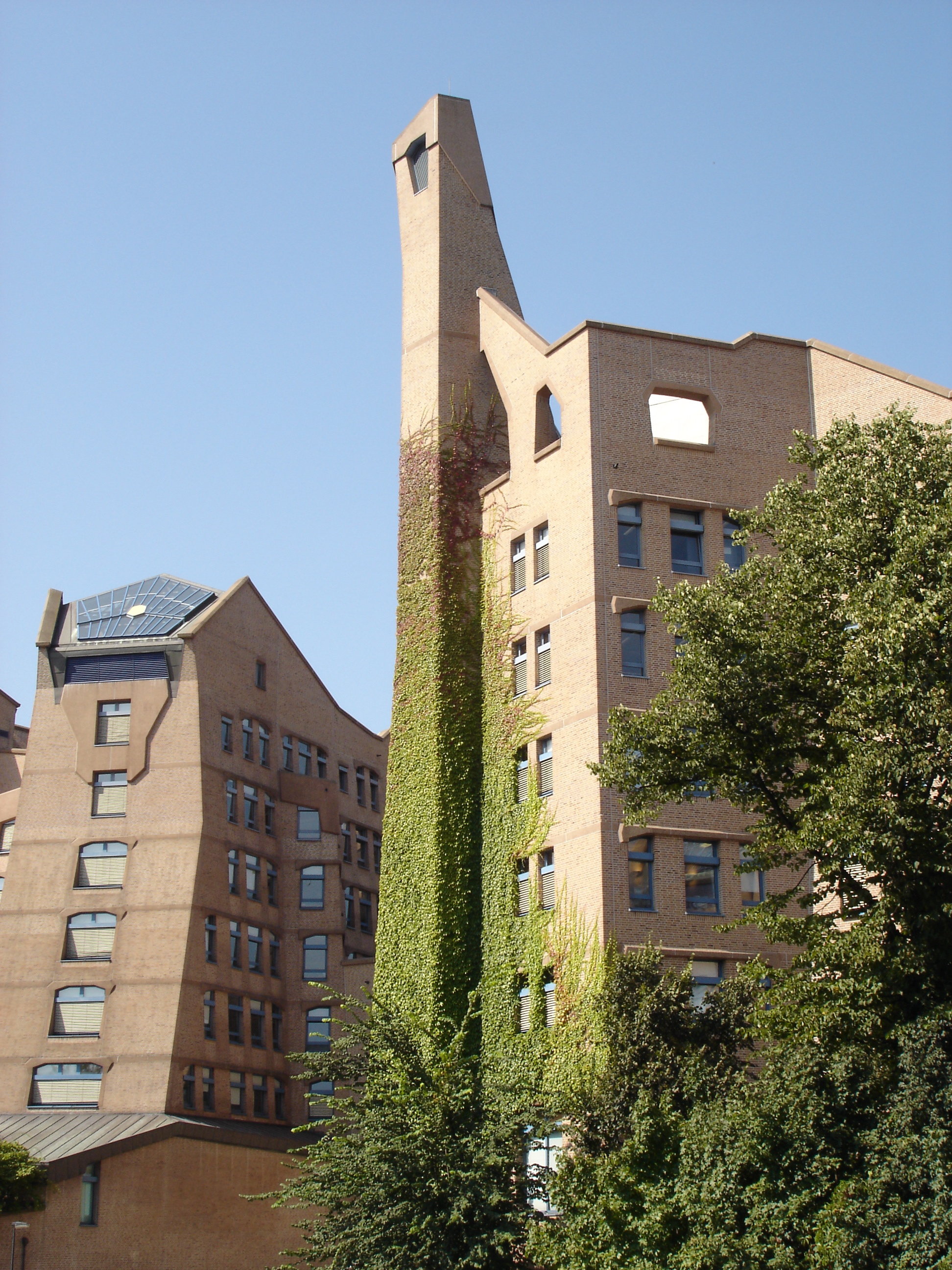
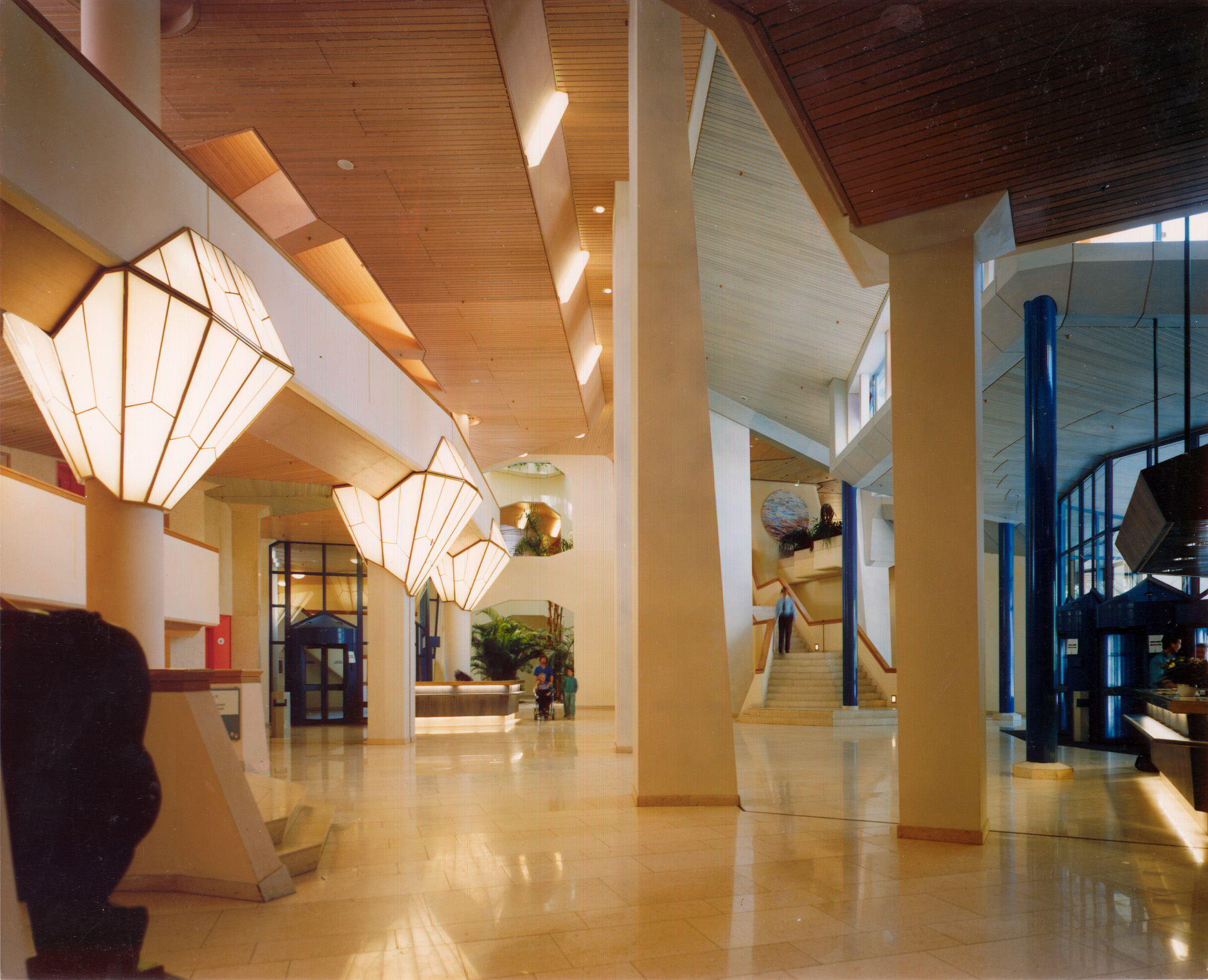
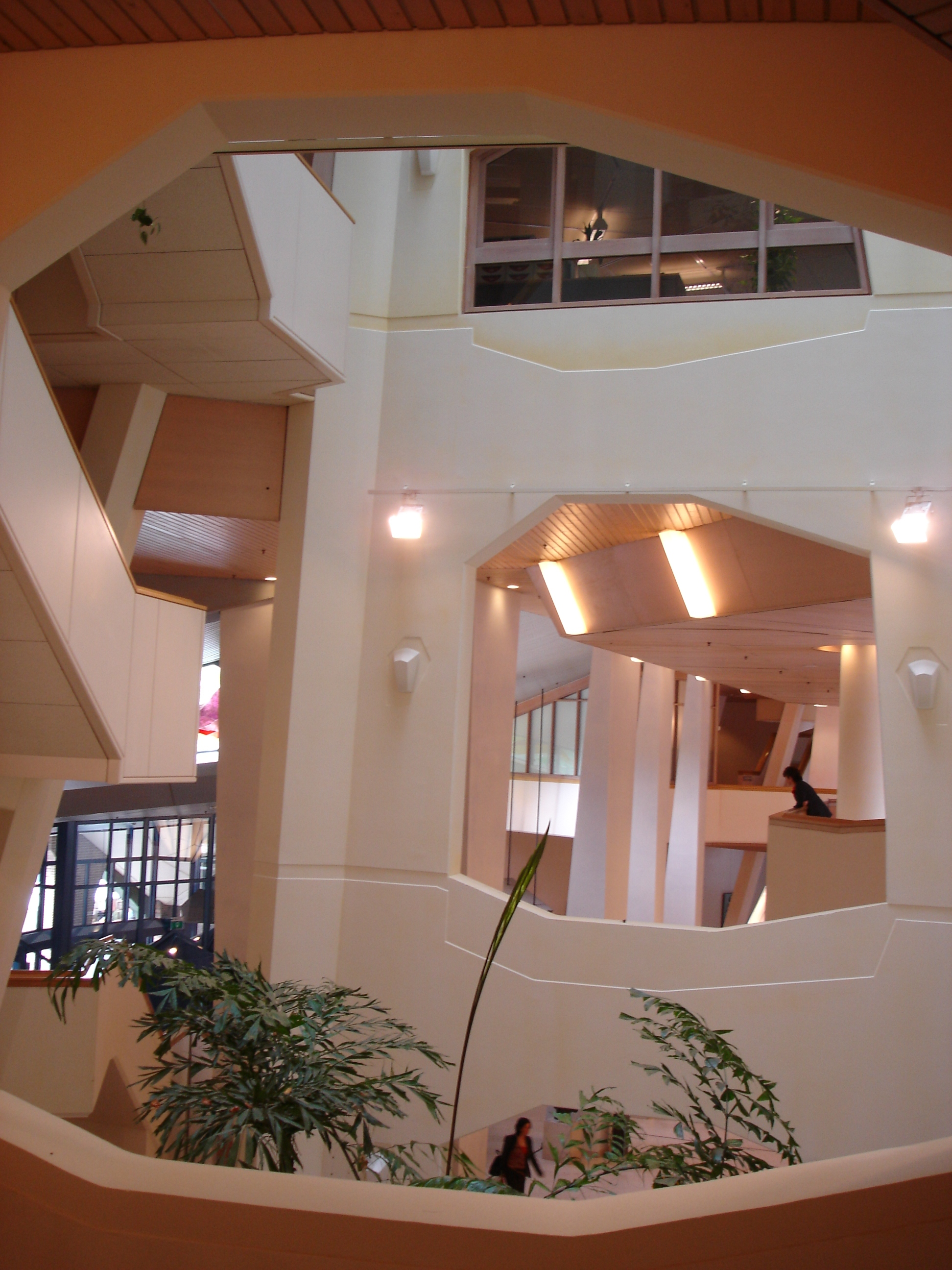
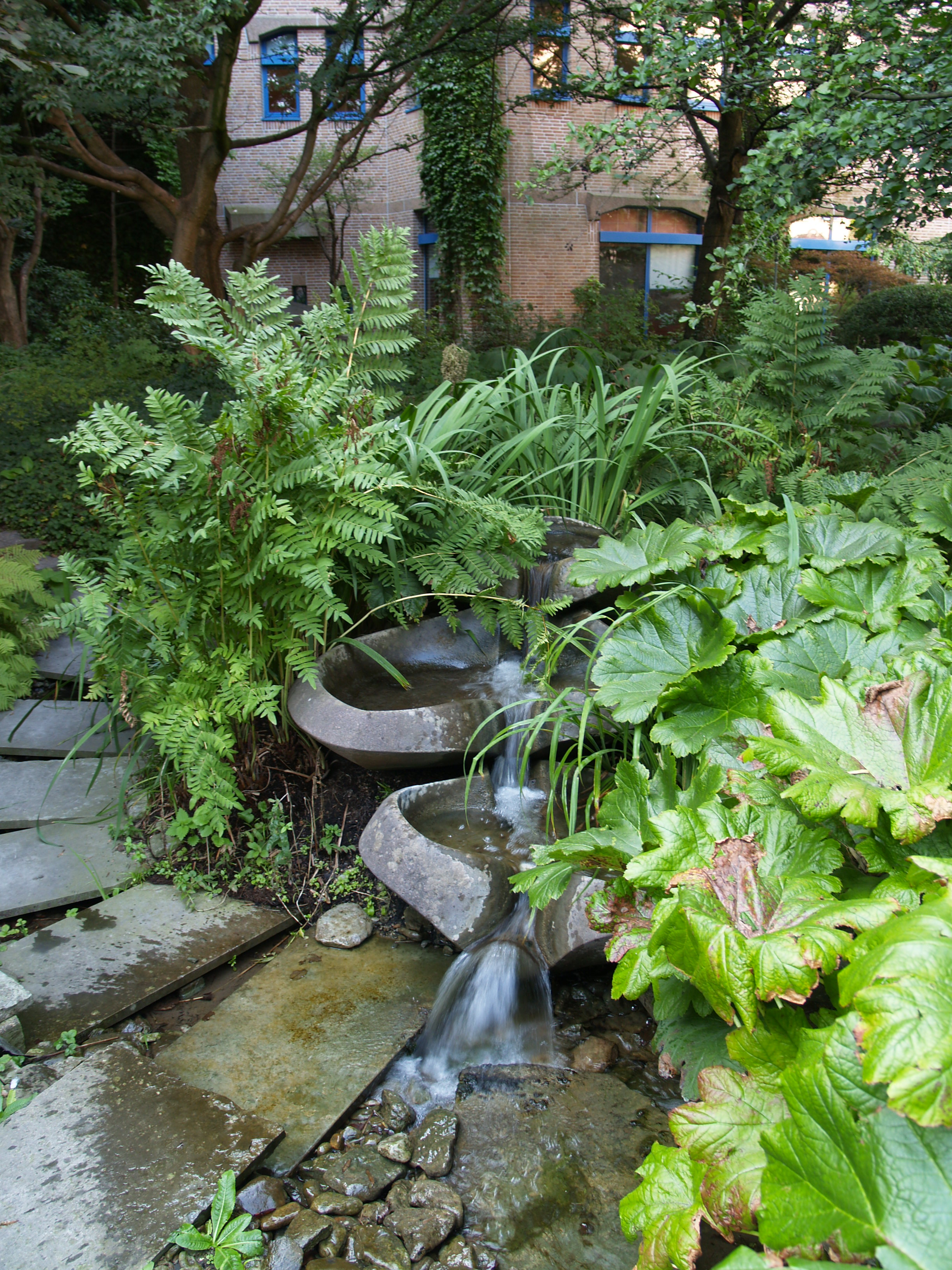
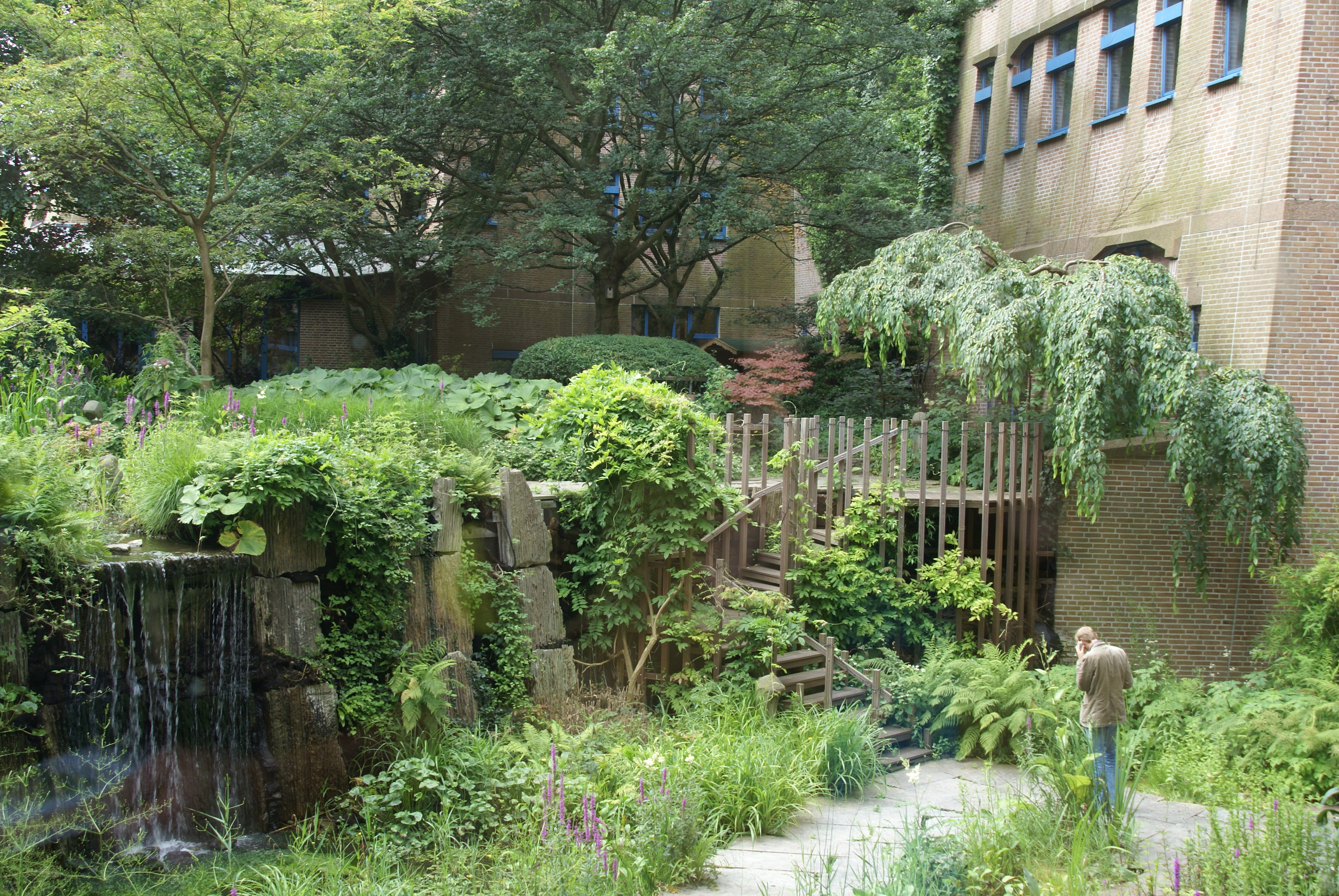